# Свадзім (Великопольське воєводство)
Свадзім (пол. Swadzim) — село в Польщі, у гміні Тарново-Подґурне Познанського повіту Великопольського воєводства.
Населення — 422 особи (2011).
У 1975-1998 роках село належало до Познанського воєводства.

## Демографія
Демографічна структура станом на 31 березня 2011 року:
|          | Загалом | Допрацездатний вік | Працездатний вік | Постпрацездатний вік |
| -------- | ------- | ------------------ | ---------------- | -------------------- |
| Чоловіки | 206     | 43                 | 149              | 14                   |
| Жінки    | 216     | 45                 | 137              | 34                   |
| Разом    | 422     | 88                 | 286              | 48                   |